# فرانسيسكو ييتس
فرانسيسكو ييتس هو مغني وموسيقي كندي، ولد في 11 سبتمبر 1995 في تورونتو في كندا.

## وصلات خارجية
- الموقع الرسمي
- فرانسيسكو ييتس على موقع ميوزك برينز (الإنجليزية)
- فرانسيسكو ييتس على موقع أول ميوزيك (الإنجليزية)
- فرانسيسكو ييتس على موقع ديسكوغز (الإنجليزية)